# S/S Ingrid Horn
S/S Ingrid Horn var ett tyskt ång- och handelsfartyg byggt av stål 1901 och sjösatt 1902. Hon förliste den 31 juli 1917 då hon fullastad med järnmalm var på hemresa från Luleå till Tyskland och sammanstötte med det svenska ångfartyget S/S Bergvik på Mysingens farled utanför Dalarö i Stockholms södra skärgård.

## Förlisningen
Olyckan skedde mitt under första världskriget och Ingrid Horn var närmast på väg till Landsort där hon skulle ansluta sig till en konvoj. Vädret var lugnt men dimmigt och för att spara fotogen gick hon med släckta lanternor. Nitton man inklusive en lots omkom i olyckan och en minnessten med deras namn står på Dalarös begravningsplats vid Vadet. Endast en man överlevde. Fartyget Bergvik med hela sin besättning klarade sig oskadda.

## Nuvarande skick

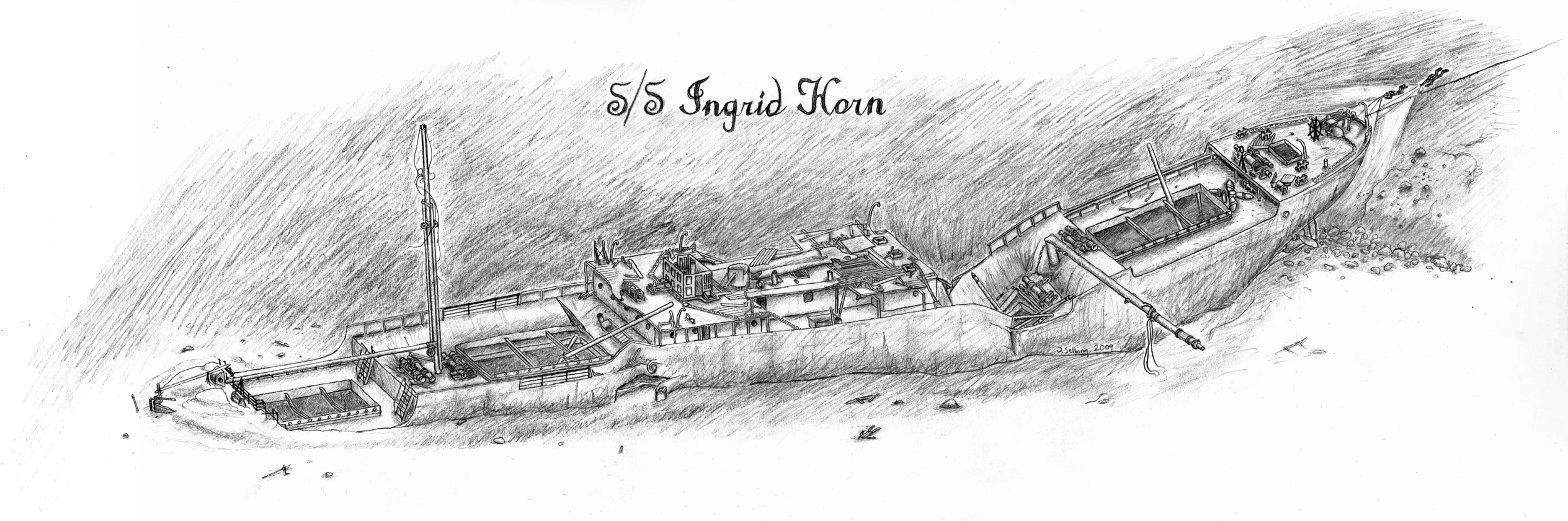
Teckning av vraket, Jakob Selbing 2009.

Vraket efter Ingrid Horn ligger i sundet mellan Toklo och Ersholmen i Mysingen utanför Dalarö. Hon står kölrätt på botten på cirka 38 meters djup med aktern lutande mot en klipphäll. Vraket är i det närmsta intakt så när som på ett område strax akter om midskeppsbygget där skrovet har knäckts och däcket kollapsat. På babords sida strax för om bygget syns kollisionsskadan i form av ett par meter stort hål som uppstod vid sammanstötningen. Djupet vid akterdäck är cirka 22 meter, men ökar vid de förliga delarna. Förstäven, som sjunkit ner i leran, sticker bara upp någon meter ovanför botten. Vraket är ett välkänt men relativt avancerat dykmål för sportdykare.

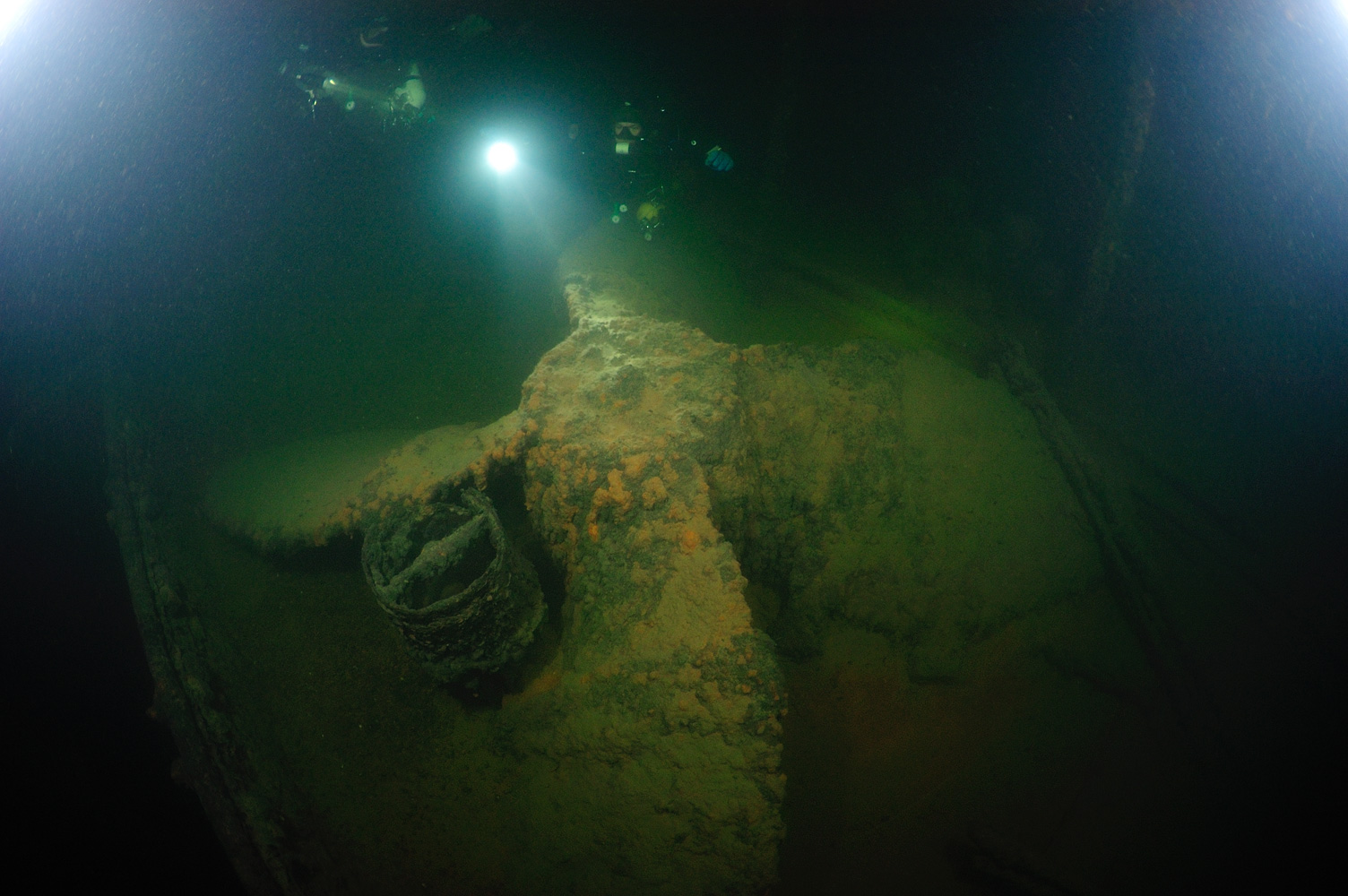
Dykare undersöker reservpropellern på S/S Ingrid Horn.